# Johann Anton Franz von Buttlar
Johann Anton Franz von Buttlar, ab 1726 Reichsgraf von Buttlar (* 8. April 1685 in Fulda; † 6. Januar 1731 auf Buttlar) war oberrheinischer, preußischer und kaiserlicher Generalmajor, Reichsgraf und Ritter des Schwarzen Adlerordens. Er war Erbherr auf Buttlar und Mariengart. Er trat als General nicht militärisch in Erscheinung, war aber ein erfolgreicher Werber insbesondere für den preußischen König.

## Leben

### Herkunft
Buttlars Eltern waren der Generalmajor Johann Christoph von Buttlar und dessen Ehefrau Reichsfreiin Marie Renate von Freiberg zu Geflingen. Sein Vater war Generalwachtmeister des Oberrheinischen Reichskreises, Erbherr auf Mariengart sowie Landoberst der Fürsten von Fulda. Johanns Bruder Friedrich Otto war der spätere Fürstabt von Fulda.

### Militärkarriere
Buttlar kam 1701 in das Oberrheinische Kreisregiment seines Vaters. 1702/06 kämpfte er vor Landau und wurde 1708 Rittmeister im Dienste von Sachsen-Meiningen. Bereits 1710 wechselte er in polnische Dienste und nahm an den Kämpfen gegen die Schweden unter Karl XII. teil. Am 9. Juli 1715 wurde er von König Friedrich Wilhelm I. zum preußischen Oberst ernannt und am 18. Mai 1719 erhielt er sogar den Schwarzen Adlerorden. Der König gab ihm diese Auszeichnung für das wiederholte Aufspüren von Langen Kerls, die er für die Preußische Armee verpflichten konnte. Außerdem wurde er am 3. Dezember 1719 zum Generalmajor ernannt. Am 28. April 1722 wurde er zudem Generalmajor des Oberrheinischen Kreises, am 19. Januar 1726 kaiserlicher Generalmajor und Reichsgraf. Diesen Titel benutzte er jedoch nicht. Im August 1726 wurde Buttlar kurfürstlich mainzerischer Kammerherr und im Jahr 1728 auch fürstlich fuldaischer Geheimer Rat und Oberjägermeister. Er starb am 6. Januar 1731 auf Buttlar, seinem Gut in der Rhön.

### Familie
Er heiratete am 15. September 1716 Maria Anna Klara Sophie von Reifenberg. Das Paar hatte mehrere Kinder, darunter:
- Adam Konstantin Friedrich Georg (1720–1721)
- Maria Anna Constantina Benedicta (1723–1723)
- Franz Adolf (* 1727) Kurmainzer und fürstlich fuldaischer Geheimrat und Oberstallmeister[2]